# Fore Abbey

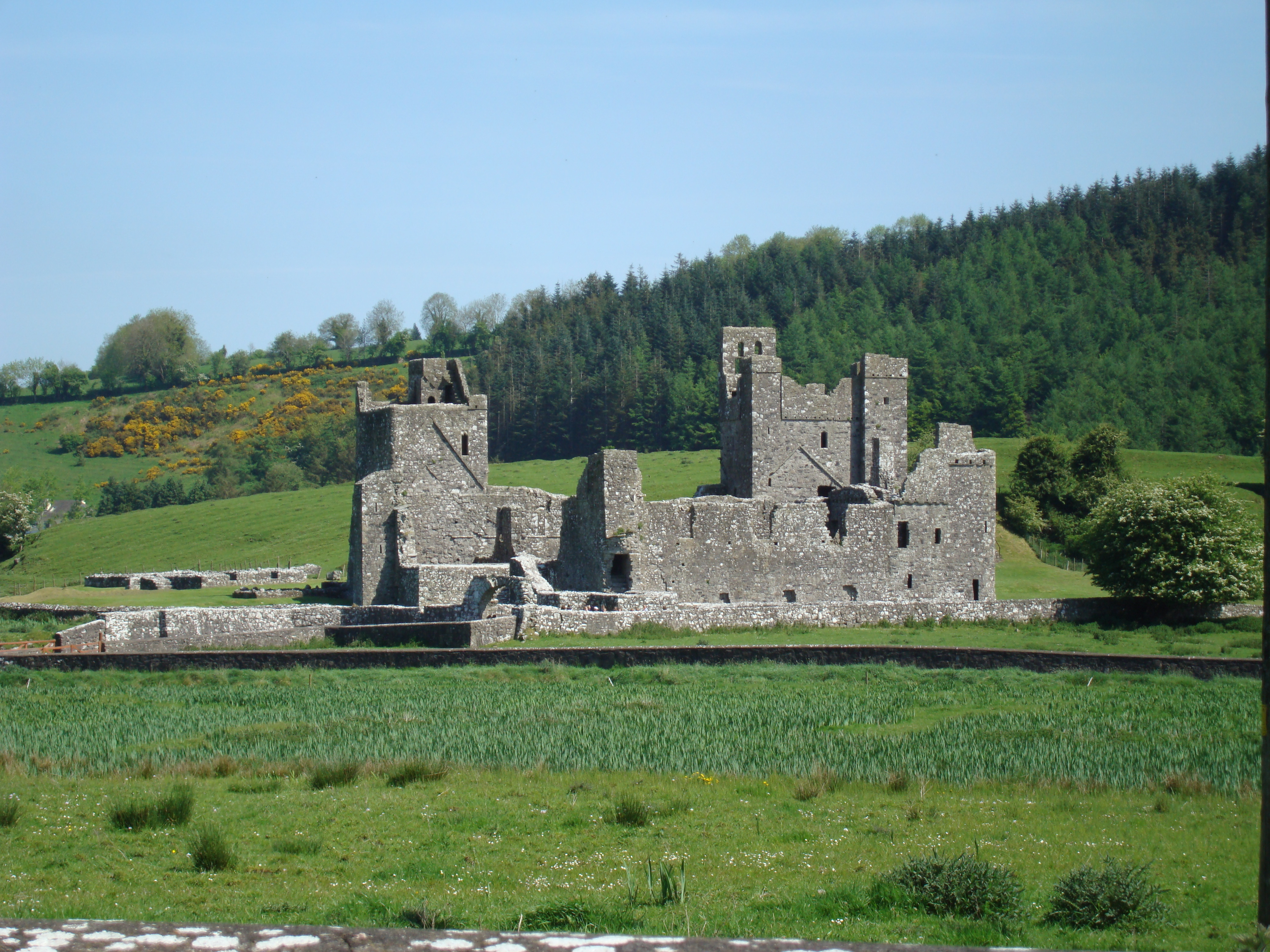
Zentralkomplex Fore Abbey (2008)

Fore Abbey (irisch Mainistir Fhobhair oder Mainistir Bhaile Fhobhair) ist eine Benediktinerabtei im County Westmeath in Irland.
Das Kloster wurde 630 n. Chr. von St. Feichin gegründet. Zwischen 771 und 1169 wurde die Abtei mindestens zwölfmal von Wikingern, darunter unter Turgesius, geplündert. Die heutigen Ruinen stammen in ihrem Bauzustand weitestgehend aus dem 15. Jahrhundert. Erhalten ist auch ein Kreuzgang aus dem 13. Jahrhundert. 1539 wurde das Kloster aufgegeben, dennoch war es bis ins 17. Jahrhundert u. a. von Einsiedlern bewohnt. Die Ruinen von Fore Abbey sind die größten Überreste einer Benediktinerabtei in Irland. Sie wurden im 20. Jahrhundert renoviert und der Öffentlichkeit zugänglich gemacht.

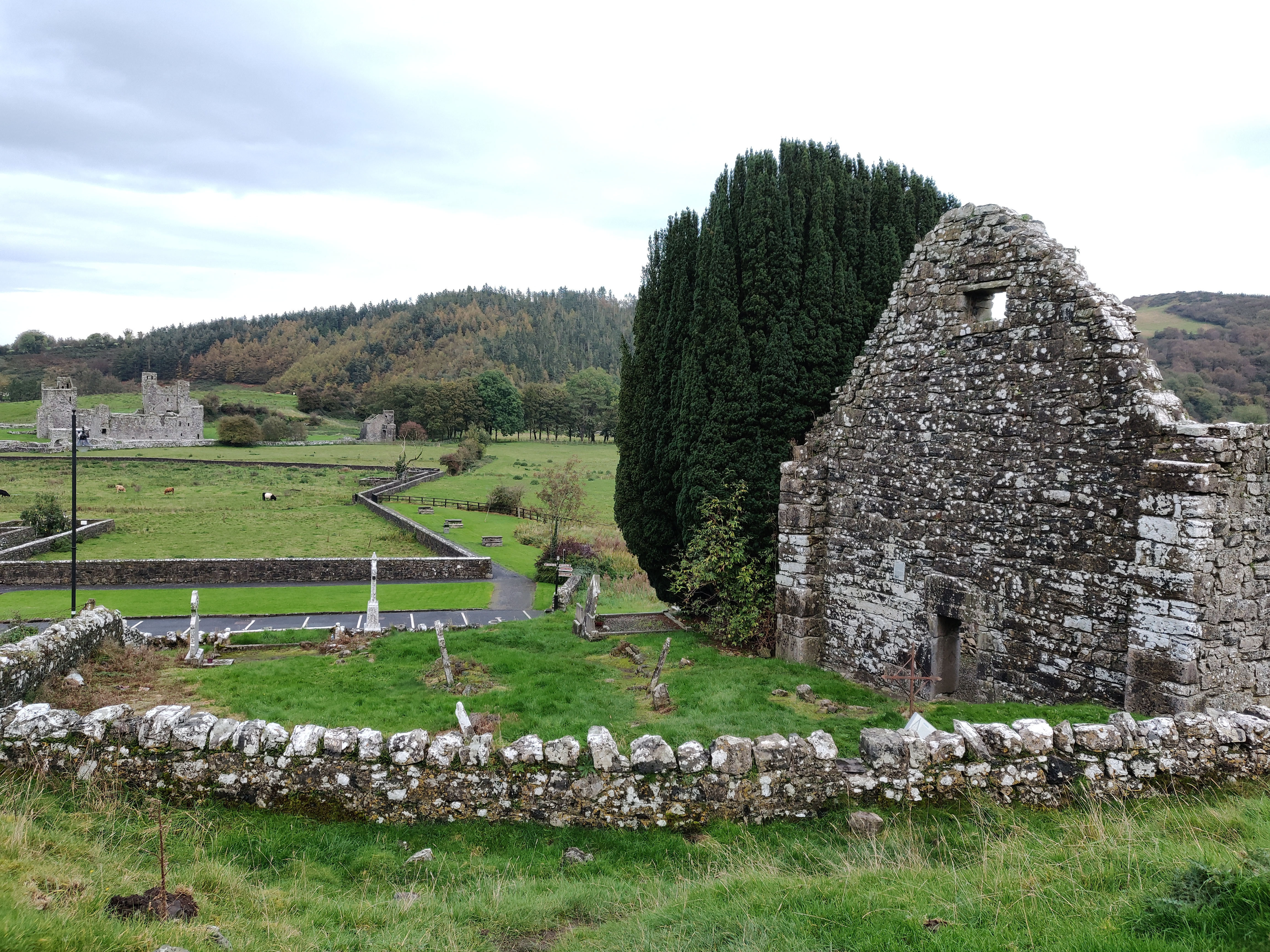
St. Fechin’s Church
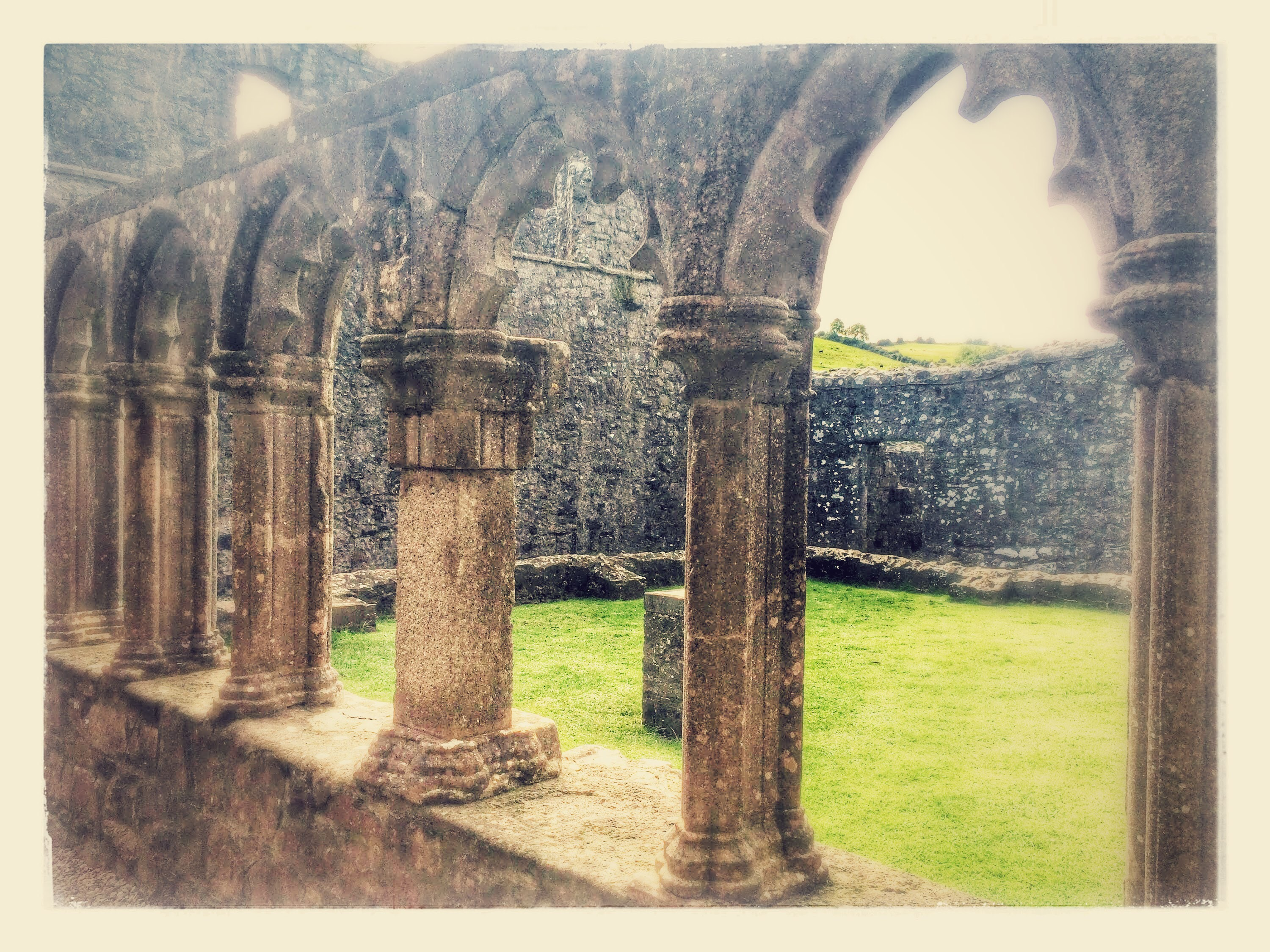
Kreuzgang
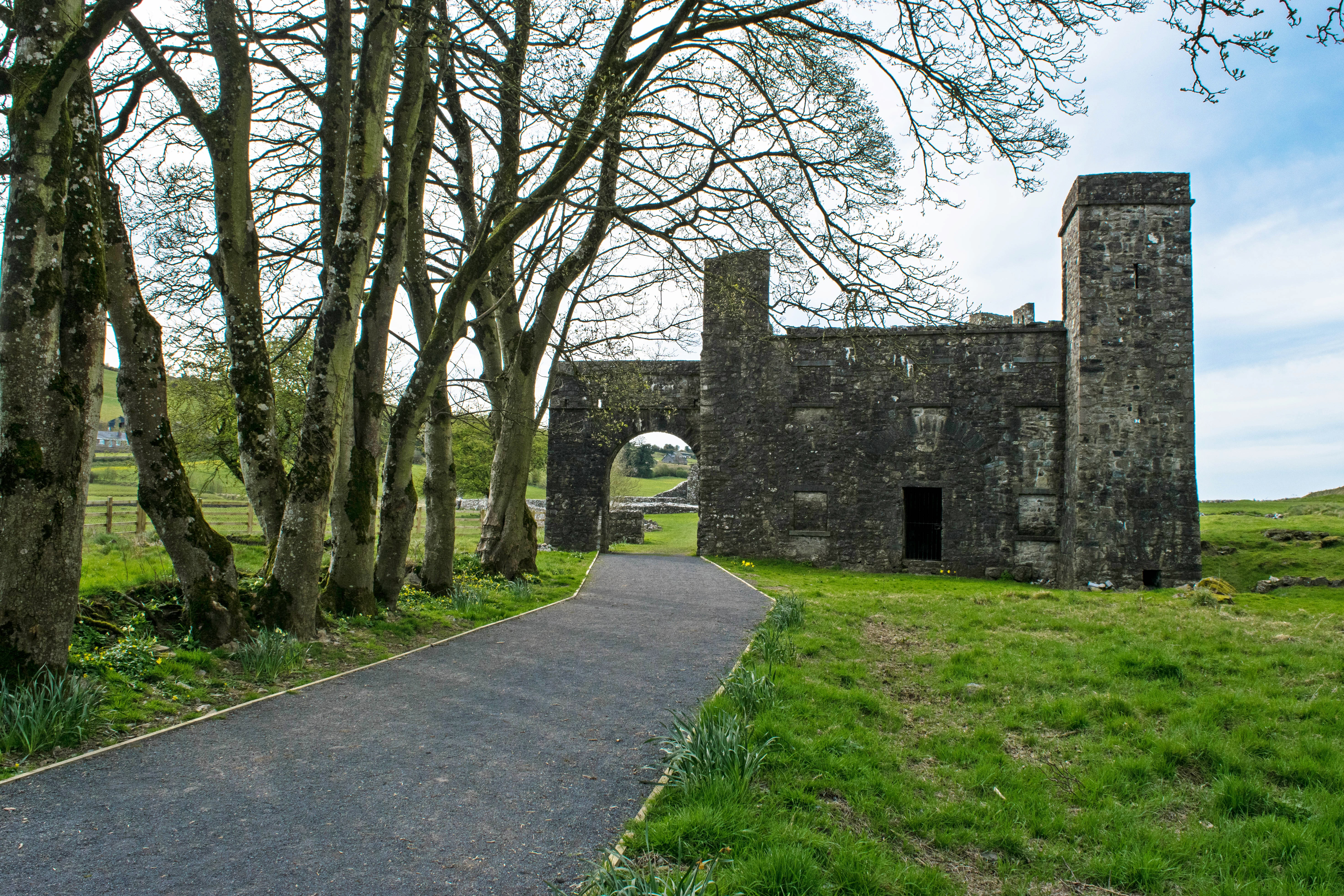
Torgebäude
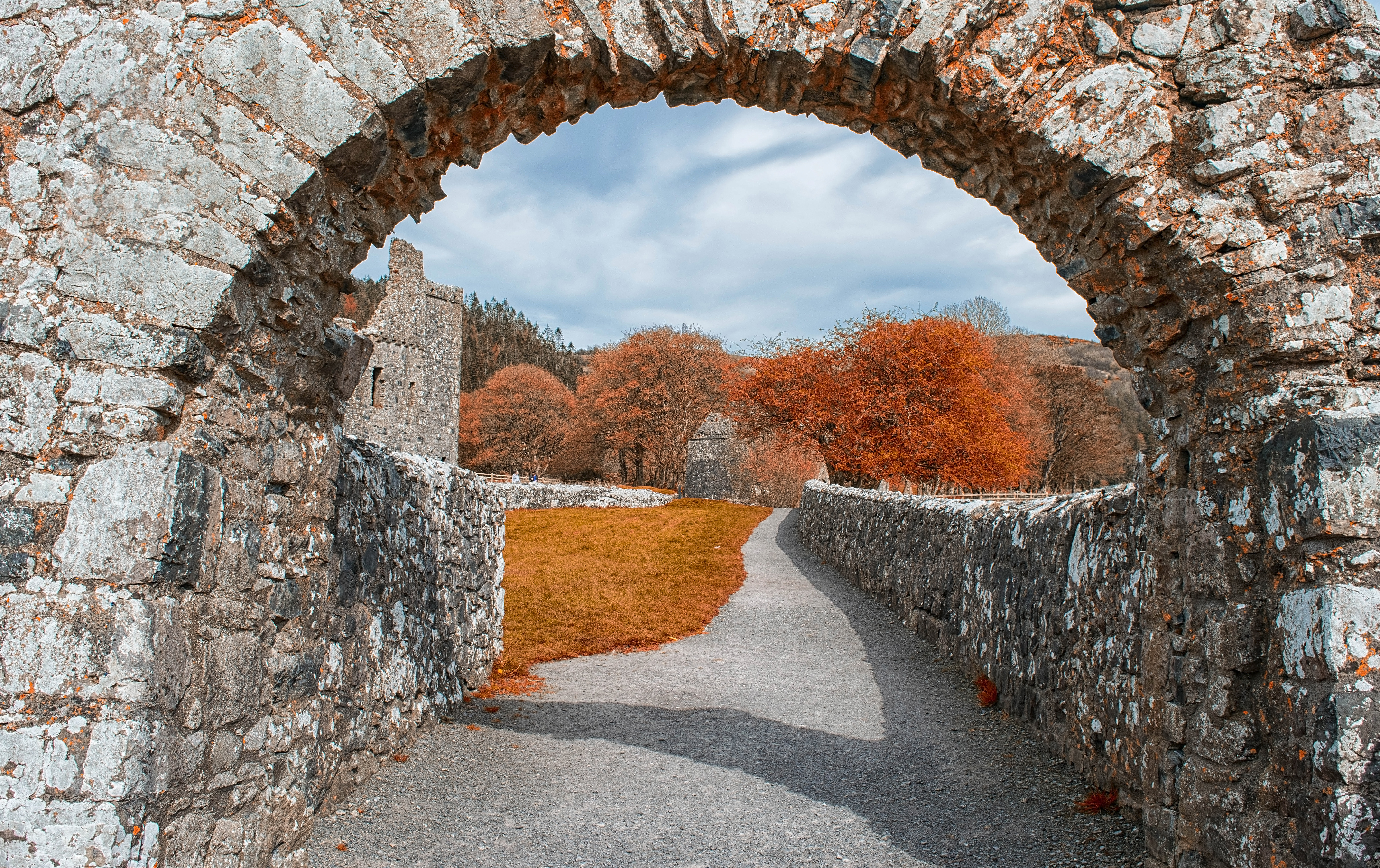
Südtor
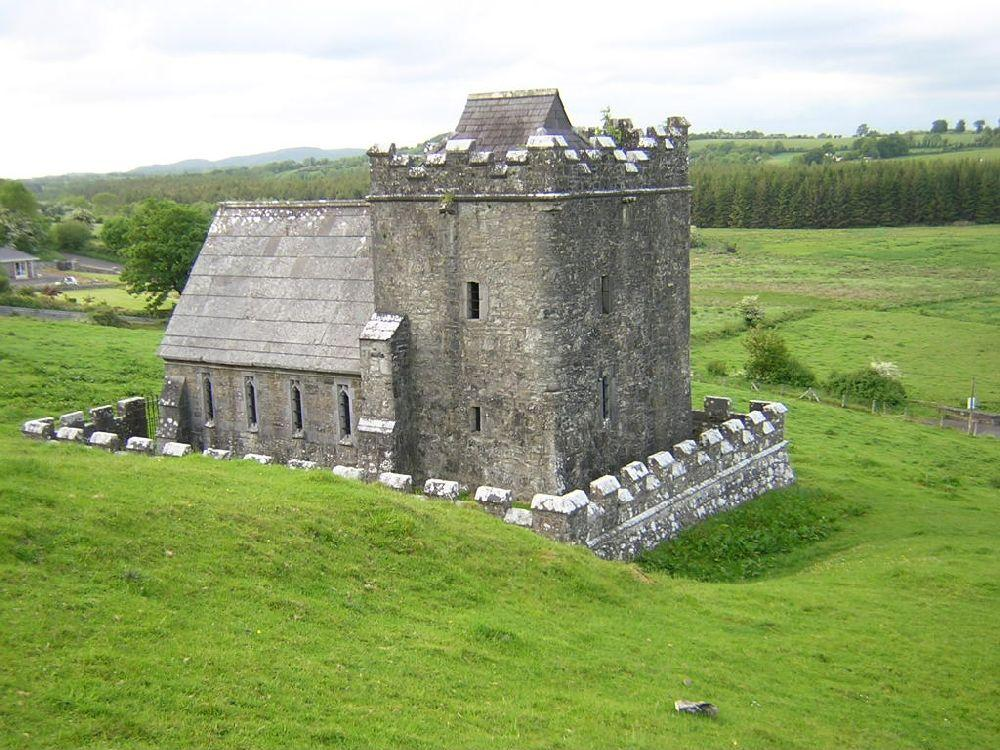
Einsiedler-Zelle
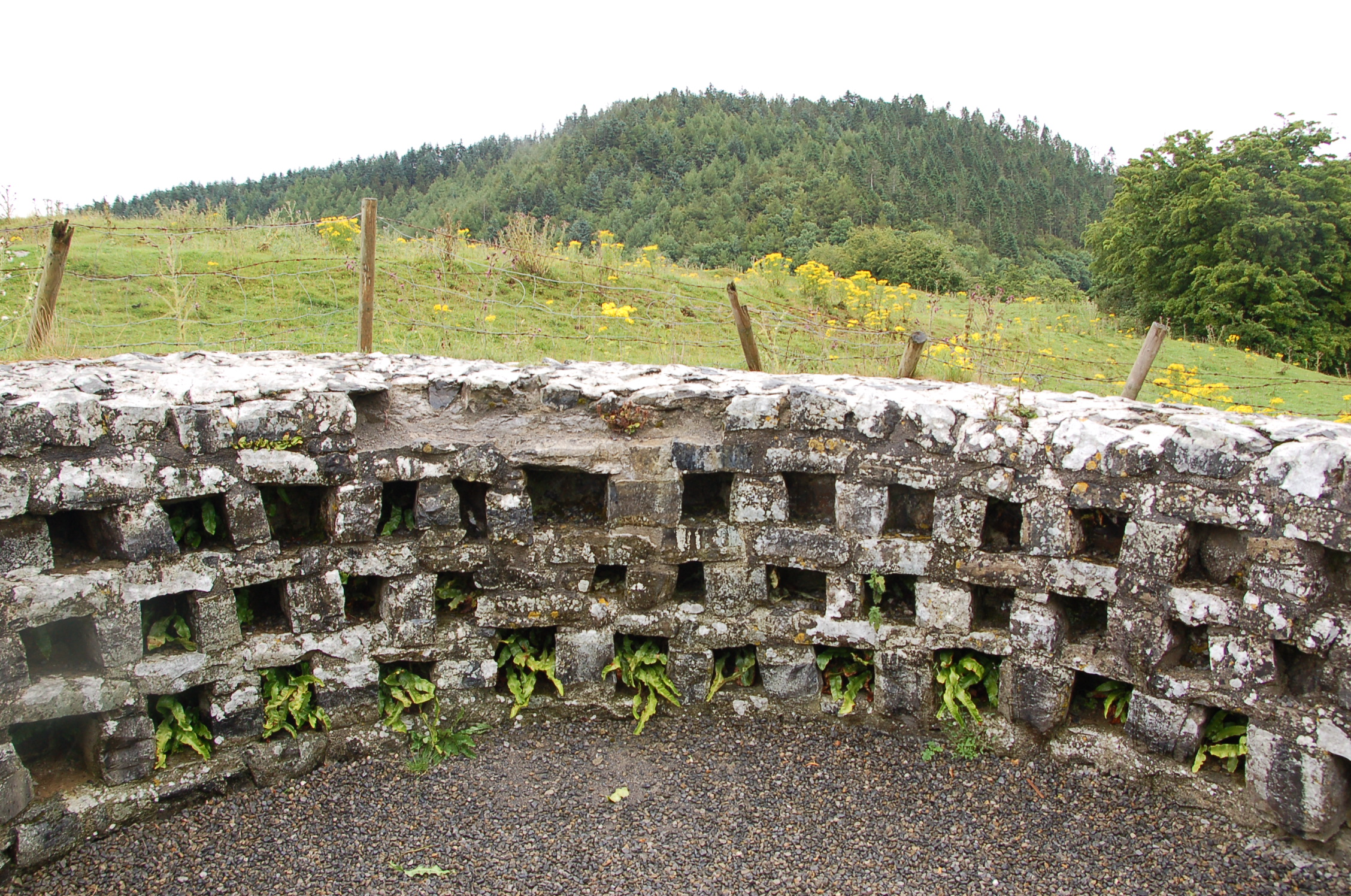
Kolumbarium

## Die Sieben Wunder von Fore
Mit Fore sind der Legende nach sieben Wunder verbunden:
- eine Einsiedlerzelle in einem Stein
- Wasser, das nicht kocht
- ein Kloster, das im Moor erbaut wurde
- eine Mühle ohne Mühlgraben
- Wasser, das bergauf fließt
- ein Baum, dessen Holz nicht brennt
- ein Türsturz, der durch Gebete des Heiligen Fechin eingesetzt wurde.